# デトロイト・メトロポリタン・ウェイン・カウンティ空港
デトロイト・メトロポリタン・ウェイン・カウンティ空港（デトロイト・メトロポリタン・ウェイン・カウンティくうこう、英語: Detroit Metropolitan Wayne County Airport）は、アメリカ合衆国のミシガン州デトロイト近郊のロムルスにある国際空港である。ウェイン郡が所有する郡営空港だが、一般にはデトロイト・メトロ空港（Detroit Metro Airport）とも呼ばれる。6本の滑走路を有している。旅客数はミシガン州内最大で、デルタ航空及びスピリット航空のハブ空港の一つである。

## 施設
空港ターミナルは2つで、合計132の搭乗口がある。また、大型機用の整備場がありボーイング747にも対応している。

### エドワード・H・マクナマラ・ターミナル

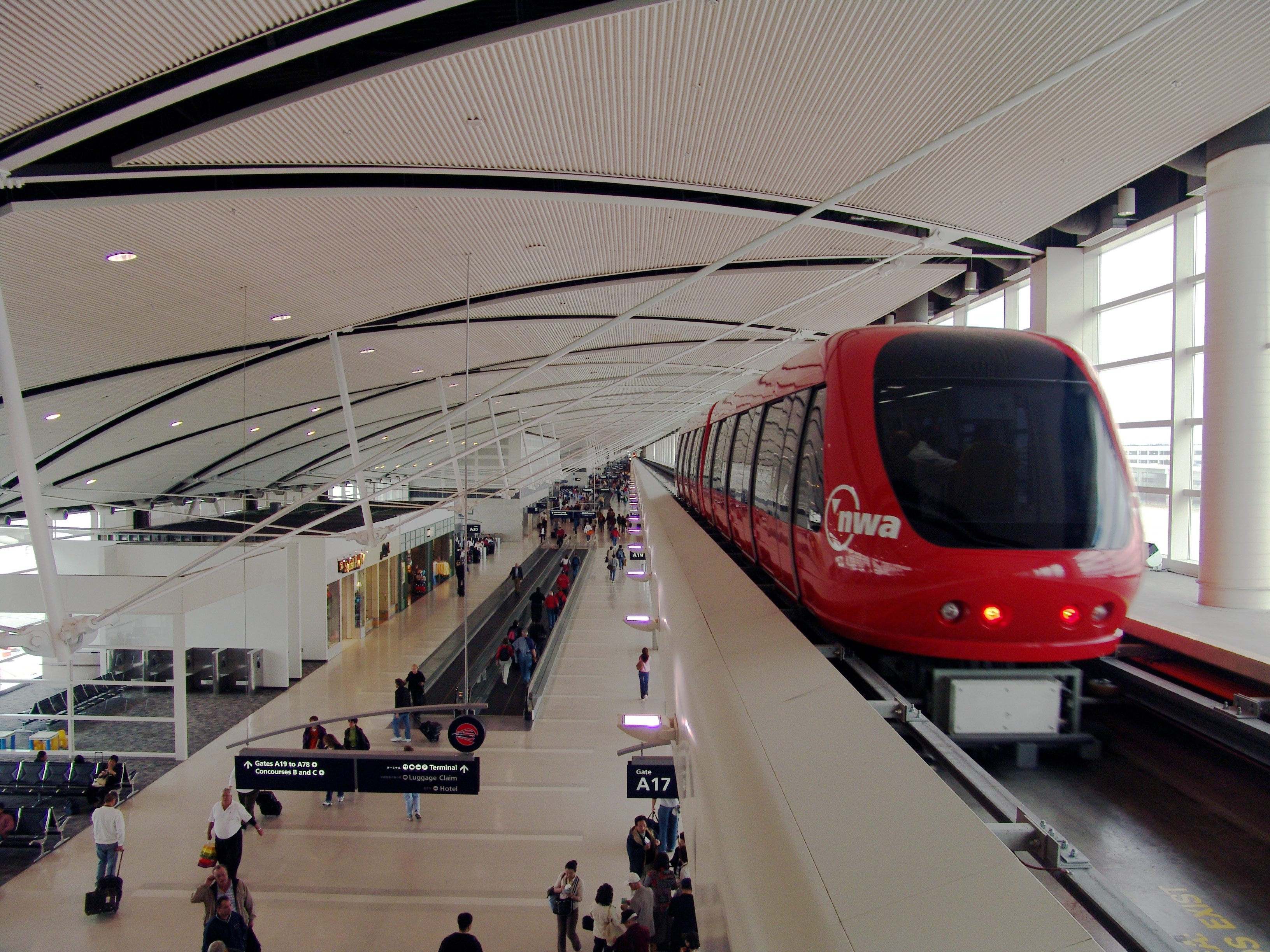
エクスプレストラム

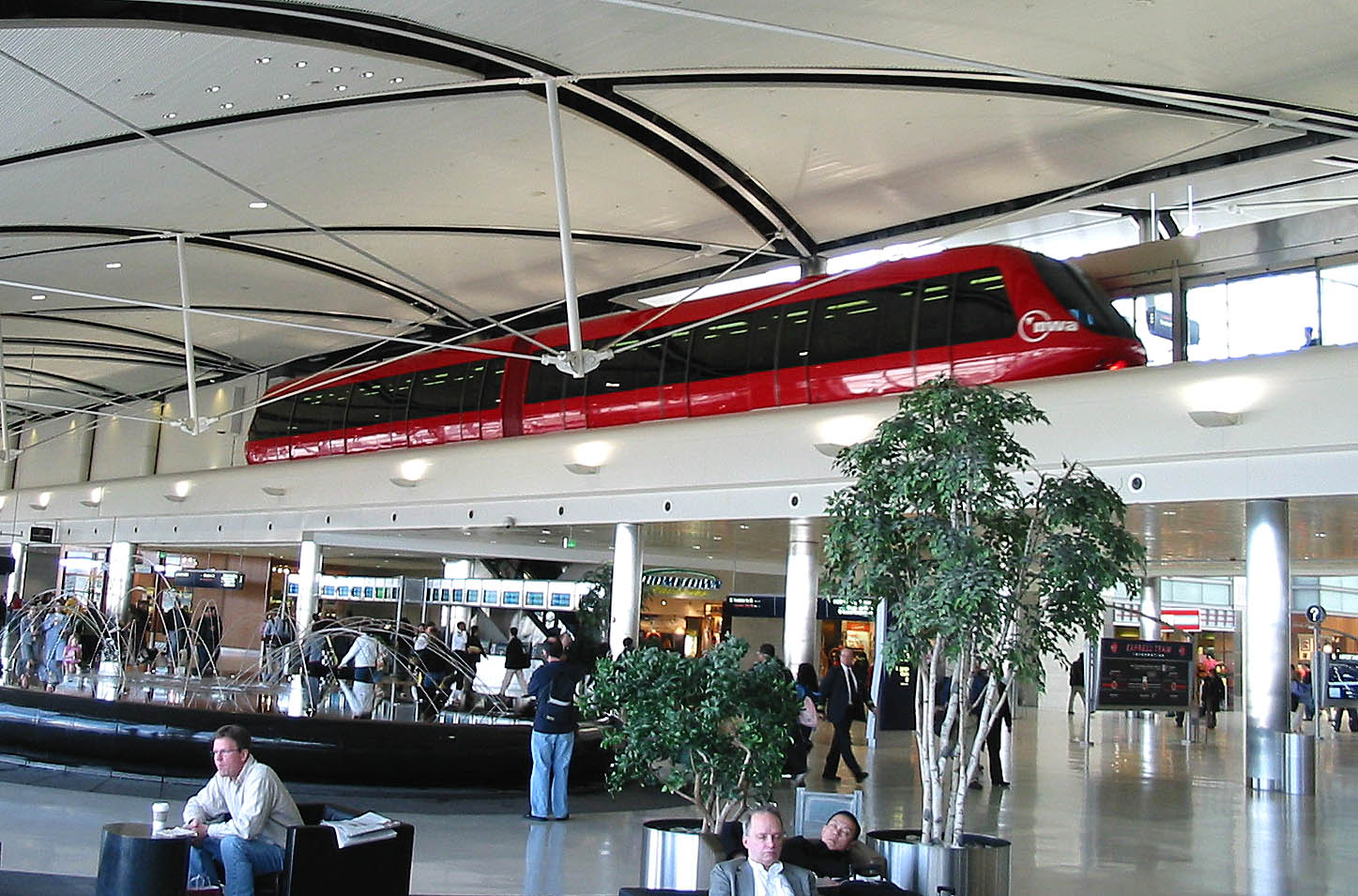
コンコースA中央部・フードコート付近

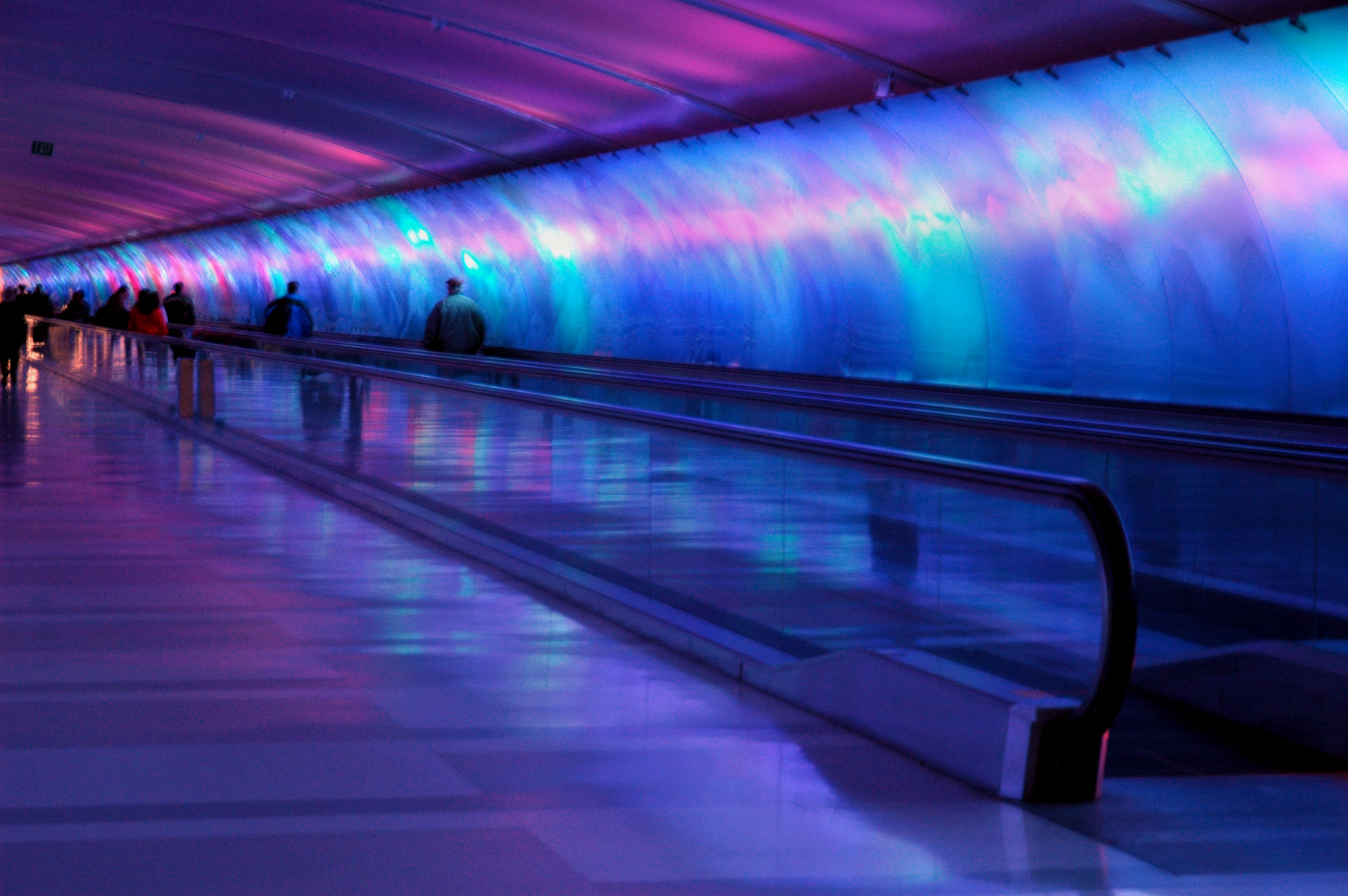
コンコースAとコンコースB/Cを結ぶ「光のトンネル」

2002年にノースウエスト航空の「ノースウエスト・ワールドゲート」として開業した。同社がデルタ航空と合併したことにより、2008年以降はデルタ航空とスカイチーム加盟の航空会社が入居するターミナルとなった。ウェスティン・ホテルとカンファレンスセンターが付属している。
このターミナルにはA、B、Cの3つのコンコースがあり、合計で103の搭乗口がある。コンコースAは南北に伸びた1.6 kmもの長大な直線状の建物で、ターミナル本体より遥かに大ききい。内部には旅客を輸送する「エクスプレストラム」（Express Tram）と呼ばれるピープルムーバーが設置されている。エクスプレストラムには、ノース駅（North Station）、ターミナル駅（Terminal Station）、サウス駅（South Station）の3駅があり、コンコースAの南北を約3分で結んでいる。
コンコースAには62の搭乗口があり、その内の10箇所は国際線の出発・到着に使用される。このコンコースはデルタ航空の大型機及び全ての国際線到着便に使用される。国際線ゲートには2機ずつのボーディング・ブリッジが装備されていて、搭乗時間の短縮を図っている。これらの搭乗口は2つのの出口経路が設置されていて、国内線到着の場合は2階のコンコースに直接出る経路となるが、国際線到着の場合、階下の入国審査・税関エリアに下りる経路をとっている。入国審査・税関エリアは1時間に3,200人の旅客を処理する事が出来る。国内線への乗継の場合は、税関通過後、コンコースAの中央に上がる経路をとり、乗継をしない場合はそのまま1階の出口に出る。
コンコースB/Cは一体的な建物で、搭乗口が41あり、デルタ航空、デルタ・コネクションが発着する。全ての搭乗口にボーディング・ブリッジを装備しており、小型機においても滑走路上からタラップにて乗降する必要は無い。コンコースAからコンコースB/Cへは、コンコースA中央部から地下のトンネルで連絡されている。このトンネルは通称「光のトンネル」と呼ばれていて、照明が時間とともに様々に変化する設計となっている。
また、空港内では3ヶ国語（英語、日本語、中国語の順）で案内放送がされ、ほとんどの案内表示が英語と日本語で併記されている。

### ノース・ターミナル
2008年に営業を開始した。スカイチームに非加盟の航空会社用のターミナルで29の搭乗口がある。アメリカン航空やユナイテッド航空が入居している。

## 主な就航路線

### 旅客便
| 航空会社                   | 就航地 | 出典       |
| -------------------------- | --- | ---------- |
| アエロメヒコ・コネクト     | モンテレイ、ケタレロ | [ 5 ]      |
| エア・カナダ エクスプレス  | トロント/ピアソン 季節運航: モントリオール/トルドー | [ 6 ]      |
| エールフランス             | パリ/シャルル・ド・ゴール | [ 7 ]      |
| アラスカ航空               | シアトル 季節運航: アンカレッジ（2025年6月14日就航） | [ 9 ]      |
| アメリカン航空             | シャーロット/ダグラス、ダラス/フォートワース、マイアミ、フェニックス 季節運航: フィラデルフィア | [ 10 ]     |
| アメリカン・イーグル       | シカゴ/ORD、ニューヨーク/LGA、フィラデルフィア、ワシントン/ナショナル | [ 10 ]     |
| アヴェロ航空               | 季節運航:シャーロット/コンコード（2025年6月13日就航）ニューヘイブン（2025年4月4日就航）、 ウィルミントン(NC)（2025年6月12日就航） | [ 13 ]     |
| デルタ航空                 | アムステルダム、アトランタ、オースティン、ボルチモア、ボストン、バッファロー、シャーロット/ダグラス、シカゴ/ORD、ダラス/フォートワース、デンバー、フォートローダーデール、フォートマイヤーズ、フランクフルト、ハートフォード、ホノルル、ヒューストン/インターコンチネンタル、ジャクソンビル(FL)、カンザスシティ、ラスベガス、ロンドン/ヒースロー、ロサンゼルス/LAX、マディソン、メンフィス、メキシコ・シティ、マイアミ、ミネアポリス＝セントポール、マートルビーチ、ナッシュビル、ニューアーク、ニューオーリンズ、ニューヨーク/JFK、ニューヨーク/LGA、オレンジカウンティ、オーランド、パリ/シャルル・ド・ゴール、フィラデルフィア、フェニックス、ピッツバーグ、ポートランド(OR)、ローリー/ダーラム、サクラメント、ソルトレイクシティ、サンアントニオ、サンディエゴ、サンフランシスコ、サンフアン、サバンナ、シアトル、ソウル/仁川、上海/浦東、セントルイス、シラキュース、タンパ、東京/羽田、トラバースシティ、ワシントン/ナショナル、ウエストパームビーチ 季節運航: オールバニ、アンカレッジ、ボーズマン、デスティン/フォートウォルトンビーチ、ダブリン（2025年5月7日就航）、グランドラピッズ、グリーンビル/スパルタンバーグ、ミルウォーキー、モンテゴ・ベイ、ミュンヘン、ナッソー、ペンサコーラ<、ポートランド(ME)、プロビデンシアレス、プエルト・バヤルタ、プンタ・カナ、レイキャヴィーク、リッチモンド、ローマ/フィウミチーノ、サンノゼ(CA)（2025年7月8日以降運休）ロス・カボス、サラソータ、トゥルム | [ 23 ]     |
| デルタ・コネクション       | オールバニ、アルピーナ、アップルトン、ビンガムトン、バーミングハム(AL)、バッファロー、バーリントン(VT)、チャールストン(SC)、チャタヌーガ、シカゴ/MDW、シンシナティ、クリーブランド、コロンバス/グレン、デモイン、エルマイラ、エスカナーバ(MI)、ファイエットビル/ベントンビル、フォートウェイン、グランドラピッズ、グリーンベイ、グリーンズボロ、グリーンビル/スパルタンバーグ、ハリスバーグ、ハンツビル、インディアナポリス、アイアンマウンテン、カラマズー、ノックスビル、ランシング、レキシントン、ルイビル、マディソン、マーケット、メンフィス、ミルウォーキー、モントリオール/トルドー、ニューヨーク/JFK、ノーフォーク、オマハ、ペルストン、ピッツバーグ、ポートランド(ME)、プロビデンス、リッチモンド、ロチェスター(NY)、サギノー、スーセントマリー(MI)、サウスベンド、シラキュース、トロント/ピアソン、トラバースシティ、ワシントン/ダレス、ホワイトプレインズ 季節運航: バンゴー（2025年6月14日就航）、サバンナ | [ 23 ]     |
| フロンティア航空           | アトランタ、ボルチモア, ダラス/フォートワース、デンバー、オーランド、フェニックス、ローリー/ダーラム | [ 30 ]     |
| アイスランド航空           | 季節運航: レイキャヴィーク | [ 31 ]     |
| ジェットブルー航空         | ボストン、ニューヨーク/JFK（2025年5月1日以降運休） | [ 33 ]     |
| ルフトハンザドイツ航空     | フランクフルト | [ 34 ]     |
| ロイヤル・ヨルダン航空     | アンマン | [ 35 ]     |
| サウスウエスト航空         | ボルチモア、シカゴ/MDW、デンバー、ラスベガス、ナッシュビル、セントルイス 季節運航: オーランド、フェニックス、タンパ | [ 36 ]     |
| スピリット航空             | アトランタ、オースティン（2025年6月13日以降運休）、ボルチモア（2025年5月6日就航）、バーミングハム(AL) （2025年6月13日就航）、ボストン、カンクン、シャーロット/ダグラス（2025年5月8日就航）, チャールストン(SC)（2025年5月10日以降運休）、ダラス/フォートワース、フォートローダーデール、フォートマイヤーズ、ハートフォード（2025年6月12日就航）、ヒューストン/インターコンチネンタル、カンザスシティ（2025年5月9日以降運休）、ラスベガス、ロサンゼルス/LAX、メンフィス（2025年5月8日就航）、ミルウォーキー （2025年6月13日就航）、ミネアポリス＝セントポール、マートルビーチ、ナッシュビル、ニューアーク、ニューオーリンズ、ニューヨーク/LGA、ノーフォーク（2025年5月8日就航）、オーランド、ペンサコーラ フィラデルフィア、フェニックス（2025年6月13日以降運休）、プンタ・カナ（2025年6月12日就航）、ローリー/ダーラム（2025年5月8日就航）、リッチモンド（2025年6月12日就航）、ソルトレイクシティ （2025年6月13日就航）、サンアントニオ（2025年5月9日就航）、サンディエゴ(resumes June 12, 2025), サンフアン（2025年6月13日以降運休）、セントルイス（2025年6月12日就航）、タンパ | [ 40 ]     |
| サンカントリー航空         | 季節運航: ミネアポリス＝セントポール | [ 要出典 ] |
| ターキッシュ エアラインズ  | イスタンブール | [ 41 ]     |
| ユナイテッド航空           | シカゴ/ORD、デンバー、ヒューストン/インターコンチネンタル、ニューアーク、サンフランシスコ 季節運航: ワシントン/ダレス | [ 43 ]     |
| ユナイテッド・エクスプレス | シカゴ/ORD、ヒューストン/インターコンチネンタル、ニューアーク、ワシントン/ダレス | [ 43 ]     |
| ウエストジェット航空       | 季節運航: カルガリー、バンクーバー | [ 45 ]     |

## 就航都市

### 国際線
アジア
- 日本: 東京/羽田
- 韓国: ソウル/仁川
- 中国: 上海/浦東
- ヨルダン・ハシミテ王国: アンマン
- トルコ: イスタンブール

ヨーロッパ
- イギリス: ロンドン/ヒースロー
- アイルランド: ダブリン
- アイスランド: レイキャビク/ケプラヴィーク
- ドイツ: フランクフルト、ミュンヘン
- オランダ: アムステルダム
- フランス: パリ/CDG
- イタリア: ローマ/フィウミチーノ

北アメリカ
- カナダ: トロント、モントリオール、バンクーバー、カルガリー
- メキシコ: メキシコシティ、カンクン、プエルト・バヤルタ、ケタレロ（英語版）、ロス・カボス

カリブ海
- プエルトリコ: サン・フアン
- ドミニカ共和国: プンタ・カナ
- ジャマイカ: モンデゴ・ベイ
- バハマ: ナッソー
- タークス・カイコス諸島: プロビデンシアレス

## 交通アクセス
- SMART バスNo.125
- タクシー